# Juan Alberto Espil
Juan Alberto Espil Vanotti (Bahía Blanca, 5. siječnja 1968.) je bivši argentinski košarkaš i argentinski reprezentativac. Igrao je na mjestu krila. Visok je 195 cm.
Igrao je u Euroligi sezone 1998./99. za španjolski Tau Ceramica iz Gasteiza. 
Osvojio je zlato na Panameričkim igrama 1995., srebro na američkom prvenstvu 1995. te dvije bronce na američkim prvenstvima 1993. i 1999. godine.